# معبد چوزن (کوفو)

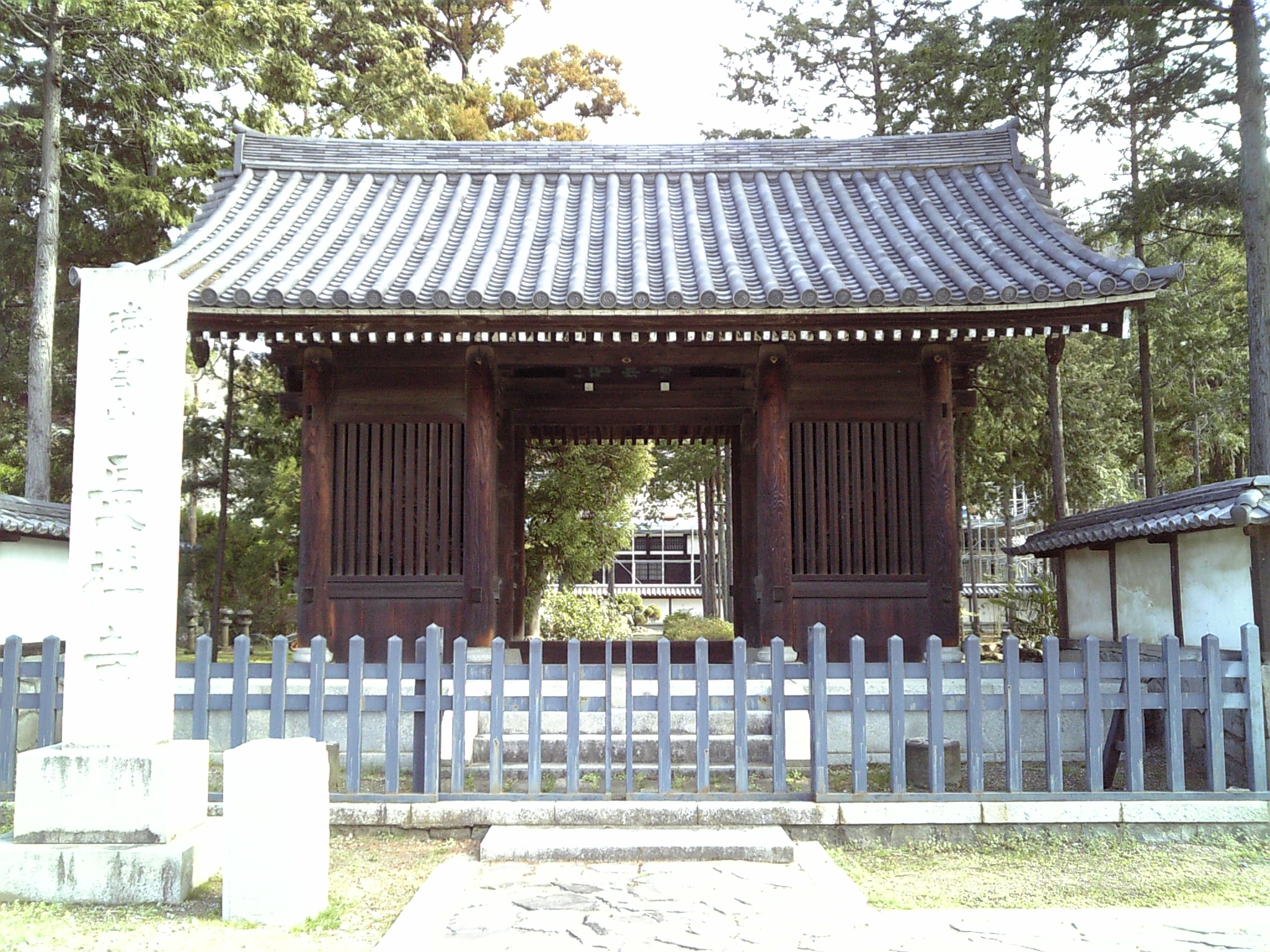
نمای معبد

معبد چوزن (به ژاپنی: 長禅寺 ちょうぜんじ)؛ معبدی از فرقه رینزای واقع در شهر کوفو، یاماناشی، استان یاماناشی بود.